# 4 ottobre
Il 4 ottobre è il 277º giorno del calendario gregoriano (il 278º negli anni bisestili). Mancano 88 giorni alla fine dell'anno.

## Eventi
- 610 – Eraclio I giunge a Costantinopoli dall'Africa e spodesta il precedente imperatore bizantino Foca
- 663 – Battaglia di Baekgang: l'esercito del Regno di Paekje e i loro alleati giapponesi vengono sconfitti dall'armata del Regno di Silla e dai loro alleati cinesi della Dinastia Tang
- 1209 – Ottone IV viene incoronato imperatore da papa Innocenzo III
- 1227 – Viene assassinato il califfo Abd Allah al-'Adil
- 1302 – Finisce la guerra tra Genova, Bisanzio e Venezia
- 1363 – Durante la Rivolta dei Turbanti Rossi si svolge uno dei conflitti navali più grandi della storia, la battaglia del lago Poyang, grazie alla quale l'imperatore della Cina Hongwu ottiene il controllo dello Yangtze
- 1571 – Sinodo di Emden dove viene fondata la Chiesa riformata olandese
- 1582 – Papa Gregorio XIII introduce il calendario gregoriano; in Italia, Polonia, Portogallo e Spagna, il 4 ottobre di questo anno verrà seguito direttamente dal 15 ottobre, saltando dieci giorni
- 1636 – Nella battaglia di Wittstock l'esercito svedese sconfigge una coalizione composta da imperiali e sassoni durante la guerra dei trent'anni
- 1693 – Battaglia della Marsaglia: le truppe piemontesi comandate da Vittorio Amedeo II di Savoia vengono sconfitte da quelle francesi del generale Catinat
- 1777 – Battaglia di Germantown: le truppe di George Washington vengono respinte dalle truppe britanniche guidate da Sir William Howe
- 1824 – Il Messico diventa una repubblica
- 1830 – Creazione dello Stato del Belgio, dopo la separazione dai Paesi Bassi
- 1883 – Prima corsa dell'Orient Express
- 1904 – A Göteborg viene fondata la squadra calcistica IFK Göteborg
- 1910 – Il Portogallo diventa una repubblica e re Manuele II fugge nel Regno Unito
- 1911 – Guerra italo-turca: le forze italiane occupano Tobruch
- 1917 – Lungo il Fronte occidentale si combatte la battaglia di Broodseinde
- 1927 – Inizia la costruzione del Monumento nazionale del Monte Rushmore nel Dakota del Sud
- 1931 – Debutta sulle pagine del Detroit Mirror il fumetto Dick Tracy del disegnatore Chester Gould
- 1933 – Esce il primo numero della rivista Esquire
- 1957 – Lancio dello Sputnik 1, il primo satellite artificiale a orbitare attorno alla Terra
- 1958
  - In Francia viene istituita la Quinta repubblica
  - Il De Havilland DH.106 Comet è il primo jet commerciale a completare un collegamento transatlantico
- 1959 – La sonda sovietica Luna 3 invia le prime foto della faccia nascosta della Luna
- 1960 – Viene lanciato da Palo Alto il Courier 1B il primo ripetitore satellitare
- 1963 – L'uragano Flora imperversa su Cuba e Haiti uccidendo circa 6000 persone
- 1964 – Il presidente del Consiglio Aldo Moro inaugura l'Autostrada del Sole
- 1965 – Papa Paolo VI è il primo papa a visitare ufficialmente gli Stati Uniti d'America
- 1966 – Il Lesotho ottiene l'indipendenza dal Regno Unito
- 1970 – Janis Joplin viene trovata morta per una overdose di eroina, entrando così nel "club dei 27".
- 1977 – Il presidente degli Stati Uniti d'America Jimmy Carter propone al governo sovietico di dimezzare i rispettivi arsenali atomici
- 1992
  - Un Boeing 747-200F della El Al si schianta su due condomini di Amsterdam, uccidendo 43 persone, di cui 38 a terra
  - Firma degli Accordi di pace di Roma fra esponenti del governo del Mozambico e dei guerrieri ribelli della RENAMO
- 1993
  - Il presidente russo Boris Yeltsin ordina ai carri armati dell'esercito di circondare il Parlamento russo, noto come la "Casa Bianca"; l'apice della Crisi costituzionale russa del 1993 si ha quando i dimostranti in difesa del parlamento reagiscono contro le forze di polizia di Yelstin
  - Il videogioco Doom viene distribuito ai giornalisti di settore; uscirà in vendita al pubblico il successivo 10 dicembre
- 1994 – Lancio del Sojuz TM-20
- 1995 – Il canale televisivo giapponese TV Tokyo trasmette la prima puntata di Neon Genesis Evangelion
- 1999 - A Milano viene fondata Radio 24, radio ufficiale del gruppo Sole 24 Ore.
- 2003 – Un attentato dinamitardo suicida nel ristorante Maxim di Haifa causa 21 morti e 51 feriti
- 2004 – USA: la navetta SpaceShipOne della Scaled Composites vince il premio Ansari X di 10 milioni di dollari come prima navetta privata a raggiungere lo spazio due volte in meno di due settimane
- 2019 – A Trieste una sparatoria fra la polizia e due cittadini dominicani causa la morte di due agenti
- 2021 – A partire dalle 17:30 Facebook, WhatsApp e Instagram restano offline a livello mondiale per sei ore

## Nati
Ci sono circa 1 170 voci su persone nate il 4 ottobre; vedi la pagina Nati il 4 ottobre per un elenco descrittivo o la categoria Nati il 4 ottobre per un indice alfabetico.

## Morti
Ci sono circa 460 voci su persone morte il 4 ottobre; vedi la pagina Morti il 4 ottobre per un elenco descrittivo o la categoria Morti il 4 ottobre per un indice alfabetico.

## Feste e ricorrenze

### Civili
Nazionali:
- Italia – Giornata nazionale agriturismi[1]
- Lesotho – Festa dell'indipendenza (1966)

### Religiose
Cristianesimo:
- San Francesco d'Assisi, patrono d'Italia
- Sant'Aurea di Parigi, badessa
- San Caio di Corinto, discepolo di San Paolo
- San Crispo, discepolo di San Paolo
- Santa Damaride, vergine e martire
- Santi di Kazan (Chiese di rito orientale)
- San Marsus, martire
- San Petronio, vescovo
- San Quintino di Meaux, martire
- Beato Alfonso Tabela, mercedario
- Beato Alfredo Pellicer Munoz, religioso e martire
- Beato Enrico Morant Pellicer, sacerdote e martire
- Beato Francesco Saverio Seelos, sacerdote redentorista
- Beato Giuseppe Canet Giner, sacerdote e martire
- Beata Martina Vazquez Gordo, vergine e martire
- Beato Tommaso da Celano, francescano

Religione romana antica e moderna:
- Digiuno di Cerere (Ieiunium Cereris)